# Moktar Ould Daddah
Moktar Ould Daddah (Boutilimit, 25 dicembre 1924 – Parigi, 14 ottobre 2003) è stato un politico mauritano e Presidente della Mauritania dal 1960, anno in cui il suo paese guadagnò l'indipendenza dal colonialismo francese, al colpo di stato che lo depose nel 1978. Fu Primo ministro dal 1960 al 1961.

## Biografia
Nato all'interno del nucleo familiare di un importante leader spirituale locale, un Marabout, della tribù Ouled Birri del villaggio di Boutilimit, Mauritania, si trasferì presto a Parigi per studiare legge all'Università di Parigi e diventare il primo cittadino mauritano ad ottenere un diploma universitario nel 1955. Al suo ritorno in patria, verso la fine degli anni cinquanta, Daddah si unì al partito di centro-sinistra Unione Progressista Mauritana del quale divenne presto Presidente del Comitato Esecutivo. 
Nel 1959 diede vita ad un nuovo partito politico, il Partito di Riunificazione Mauritano, e nelle ultime elezioni prima dell'indipendenza riuscì a guadagnare la maggioranza assoluta nell'Assemblea Nazionale della Mauritania, diventando Primo Ministro. 
Durante il suo incarico divenne noto per la sua incredibile capacità di mediazione tra i vari partiti politici, nonché tra le principali tre etnie mauritane, Mori bianchi, Mori neri e Africani di colore. Queste sue capacità, insieme alla sua propensione a rappresentare gli interessi di tutte le etnie del suo paese, gli fecero guadagnare la fiducia del governo coloniale francese, che diede alla Mauritania l'indipendenza nel 1960 sotto il suo governo. 
Daddah fu nominato Presidente ad interim della nuova repubblica e venne confermato alla carica di Presidente nelle prime elezioni libere nell'agosto 1961. 

## La Presidenza
In qualità di Presidente della Mauritania Daddah perseguì una politica che si differenziò di gran lunga da quella seguita prima della dichiarazione dell'indipendenza. Nel settembre 1961 costituì un Governo di Unità Nazionale con i principali partiti di opposizione, e nel dicembre dello stesso anno si adoperò per comporre un nuovo partito politico dall'unione dei quattro partiti politici del paese, dando così vita al Partito del Popolo Mauritano (PPM), che divenne partito unico del paese. Daddah giustificò questa scelta affermando che il suo paese non era pronto per il sistema multi-partitico di stampo occidentale. Grazie all'istituzione di questo regime semi-dittatoriale a partito unico, Daddah venne confermato alla Presidenza nelle successive elezioni del 1966, 1971 e 1976.
Nel 1971 divenne Presidente dell'Organizzazione dell'Unità Africana (OAU), ma la sua politica interna si rivelò fallimentare. Il sistema economico della Mauritania rimase in una situazione stagnante ed era ancora del tutto dipendente dai suoi legami con la Francia. A peggiorare la situazione contribuirono la siccità nel Sahel e l'abbassamento del prezzo internazionale del ferro, che abbassarono notevolmente il livello standard di vita del paese. Nel 1975 Daddah proclamò una dichiarazione nella quale invitava il suo paese a trasformarsi in una democrazia di stampo islamico, nazionalista e centralizzata. La sua dichiarazione di intenti fu appoggiata inizialmente dalla popolazione e fu anche ben accolta dall'opposizione.

## Il conflitto nel Sahara Occidentale
L'elemento scatenante che provocò la fine del regime di Daddah fu il dissenso sorto nella disavventura del conflitto mauretano nel Sahara Occidentale contro il Fronte Polisario, un movimento locale di resistenza contro il tentativo congiunto di Mauritania e Marocco di annettersi il territorio del Sahara Occidentale a partire dal 1975. Daddah aveva reclamato questi territori ancora prima dell'indipendenza dalla Francia, ma questa rivendicazione non venne accolta dalla maggioranza della popolazione: la maggioranza degli arabi mauretani manteneva infatti stretti legami con il popolo Sahrawi, e gran parte delle tribù del nord simpatizzavano con le forze di guerriglia al punto che ci furono veri e propri esodi di persone verso i campi di addestramento del Fronte Polisario presso Tindouf. Ulteriore dissenso sorse nei territori del sud dove la popolazione nera non accettava di combattere una guerra che essi consideravano riguardare esclusivamente l'etnia araba.
Nelle intenzioni di Daddah c'era la preoccupazione di impedire che il territorio del Sahara Occidentale finisse interamente nelle mani del Marocco, memore anche delle precedenti rivendicazioni marocchine su alcune regioni della Mauritania in nome del progetto territoriale del Grande Marocco.
A nulla valsero i tentativi di Daddah di risollevare le sorti dell'economia nazionale e riguadagnare così il consenso popolare, tramite l'istituzione di una moneta corrente nazionale, l'Ouguiya mauritana, la nazionalizzazione delle miniere di ferro della Miferma e la stipula di accordi di cooperazione internazionale con la Francia nel 1973.
A seguito degli Accordi di Madrid firmati il 14 novembre 1975 tra Spagna, Marocco e Mauritania per porre fine all'occupazione spagnola del Sahara Occidentale, la Mauritania ottenne la parte meridionale della regione a cui venne dato il nome di Tiris al-Gharbiya. Tuttavia l'esercito mauretano, scarsamente equipaggiato ed addestrato, fu incapace di fronteggiare le incursioni degli indipendentisti saharawi, nonostante l'appoggio della Armée de l'Air francese. Fu così che i guerriglieri del Polisario volsero i loro attacchi contro le miniere di ferro nel Zouérat mettendo definitivamente in ginocchio l'economia mauretana. Nel 1976 la capitale Nouakchott venne attaccata dal Fronte Polisario e Daddah fu costretto a nominare in qualità di Ministro della Difesa un alto ufficiale dell'esercito.

## Fine del regime, esilio e morte
Il 10 luglio 1978 il colonnello Mustafa Ould Salek depose Daddah istituendo una giunta militare in sostituzione del regime presidenziale. La giunta del Comité Militaire de Salut National (CMSN) diede ascolto alle richieste provenienti da tutto il paese di porre fine al conflitto nel Sahara Occidentale e l'anno successivo decretò la ritirata delle sue truppe dalla regione. Daddah venne condotto nella fortezza militare di Oualata nell'estremo confine orientale del paese e processato per alto tradimento da un tribunale speciale costituito ad hoc. Dopo un periodo di prigionia di circa quindici mesi, dietro pressioni del governo francese, venne concesso a Daddah di recarsi in esilio a Parigi per motivi di salute, il 2 ottobre 1979, dove Daddah organizzò nel 1980 un movimento di opposizione al regime militare chiamandolo Alliance pour une Mauritanie démocratique (AMD). Tuttavia ogni tentativo di rovesciare il regime militare organizzato dall'AMD si rivelò fallimentare.
A Daddah, ormai vecchio e malato, venne concesso di rientrare nel suo paese natale il 17 luglio 2001, ma costui morì pochi anni dopo all'ospedale militare Val de Grâce di Parigi il 14 ottobre 2003 per una insufficienza respiratoria, ed il suo corpo venne trasportato in Mauritania dove fu seppellito nel suo villaggio natale.